# Thomas Lundbye
Thomas Lundbye (født 30. januar 1983) er en dansk professionel fodboldspiller, hvor hans primære position på banen er i angrebet og sekundært på midtbanen. Hans nuværende klub er Danmarksserieklubben Boldklubben 1908 siden foråret 2007.
Han startede oprindeligt med spille for Boldklubben Fremad Amager, før han skiftede til Kjøbenhavns Boldklub og senere FC København, før han i juli 2003 vendte tilbage til Fremad Amager. Den 28. april 2006 fortsatte angriberen karrieren i islandsk fodbold efter at have skrevet under på en kontrakt med ÍB Vestmannaeyjar gældende fra 1. maj og for resten af 2006. I foråret 2007 vendte han tilbage til Danmark og Amager-klubben Boldklubben 1908.
Han har tidligere spillet 1 enkelt U-19 kamp samt 7 U-16 kampe (alle som repræsentant for Kjøbenhavns Boldklub) for det danske landshold.

## Spillerkarriere
- 19xx-19xx: Boldklubben Fremad Amager
- 19xx-200x: Kjøbenhavns Boldklub
- 200x-2003: FC København
- 2003-2006: Boldklubben Fremad Amager, 71 kampe og 12 mål, 1. division
- 2006-2006: ÍB Vestmannaeyjar (Island), x kampe og 1 mål, 1. division[1]
- 2007-: Boldklubben 1908, Danmarksserien